# Strychnos mostueoides
Strychnos mostueoides är en tvåhjärtbladig växtart som beskrevs av Leeuwenb.. Strychnos mostueoides ingår i släktet Strychnos och familjen Loganiaceae. Inga underarter finns listade i Catalogue of Life.